# Chariobas subtropicalis
Chariobas subtropicalis là một loài nhện trong họ Zodariidae.
Loài này thuộc chi Chariobas. Chariobas subtropicalis được George Newbold Lawrence miêu tả năm 1952.